# Hanna Ardéhn
Hanna Ardéhn (Åkersberga, 4 oktober 1995) is een Zweeds actrice.

## Biografie
Ze groeide op in Åkersberga en raakte geïnteresseerd in film en acteren op jonge leeftijd.
In 2019 speelde zij een van de hoofdrollen in de serie Quicksand, die via Netflix te volgen is.

## Filmografie
- 2007 – Lidingöligan
- 2008 – Nio med JO
- 2011–2012 – Dubbelliv (televisieserie)
- 2010 – 7X – Lika barn leka bäst
- 2012–2015 – 30 grader i februari (televisieserie)
- 2015 – Krigarnas ö – Nicke
- 2019 – Quicksand (televisieserie)